# 제2차 모리 내각 개조내각 (중앙 성청 개편 전)
제2차 모리 개조내각(일본어: 第2次森改造内閣)은  모리 요시로가 제86대 내각총리대신으로 임명되어, 2000년 12월 5일부터 2001년 1월 6일까지 존재한 일본의 내각이다.
제2차 모리 내각의 각료를 일부 교체하여 발족시킨 내각이며 자유민주당과 공명당, 보수당의 연립 내각이다. 성청의 통합보다는 대신·장관간이나 정무차관간의 겸임이 많은 것이 특징이다.

## 각료 명단
| 직책                                               | 성명 | 성명                | 특명담당사항                                                                                |
| -------------------------------------------------- | ---- | ------------------- | ------------------------------------------------------------------------------------------- |
| 내각총리대신                                       |      | 모리 요시로         |                                                                                             |
| 우정대신 자치대신 총무청 장관                      |      | 가타야마 도라노스케 |                                                                                             |
| 법무대신                                           |      | 고무라 마사히코     |                                                                                             |
| 외무대신                                           |      | 고노 요헤이         |                                                                                             |
| 대장대신                                           |      | 미야자와 기이치     |                                                                                             |
| 문부대신 과학기술청 장관                           |      | 마치무라 노부타카   | 국립국회도서관 연락조정위원회 위원                                                          |
| 후생대신 노동대신                                  |      | 사카구치 지카라     | 연금문제 담당                                                                               |
| 농림수산대신                                       |      | 야쓰 요시오         |                                                                                             |
| 경제산업대신                                       |      | 히라누마 다케오     | 국제박람회 담당                                                                             |
| 운수대신 건설대신 홋카이도 개발청 장관 국토청 장관 |      | 오기 지카게         | 신 도쿄 국제공항 담당 총합교통대책 담당 연구・학원도시 담당 토지대책 담당 수도기능이전 담당 |
| 환경청 장관                                        |      | 가와구치 요리코     | 지구환경문제 담당                                                                           |
| 내각관방장관                                       |      | 후쿠다 야스오       | 남녀공동참여 담당                                                                           |
| 국가공안위원회 위원장                              |      | 이부키 분메이       | 위기관리 담당                                                                               |
| 방위청 장관                                        |      | 사이토 도시쓰구     |                                                                                             |
| 오키나와 개발청 장관                               |      | 하시모토 류타로     | 행정개혁 담당                                                                               |
| 금융재생위원회 위원장                              |      | 야나기사와 하쿠오   |                                                                                             |
| 경제기획청 장관                                    |      | 누카가 후쿠시로     | 정보통신기술(IT) 담당 신천년기 기념행사 담당                                                |
| 국무대신                                           |      | 사사가와 다카시     | 종합 과학기술 회의 담당                                                                     |

## 같이 보기
- 일본의 역대 내각